# Schneetälchen

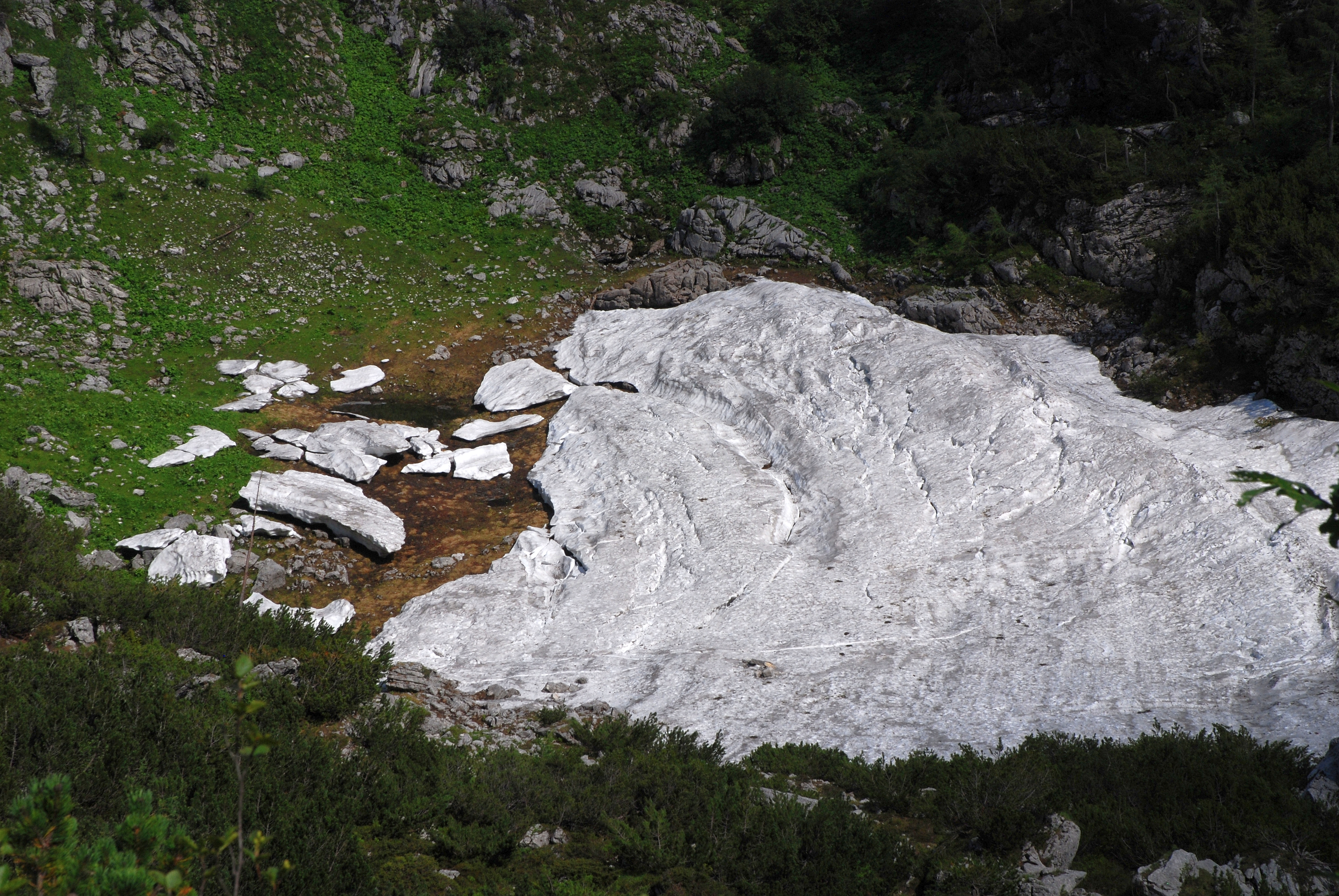
Schneetälchen in einer Doline, Totes Gebirge

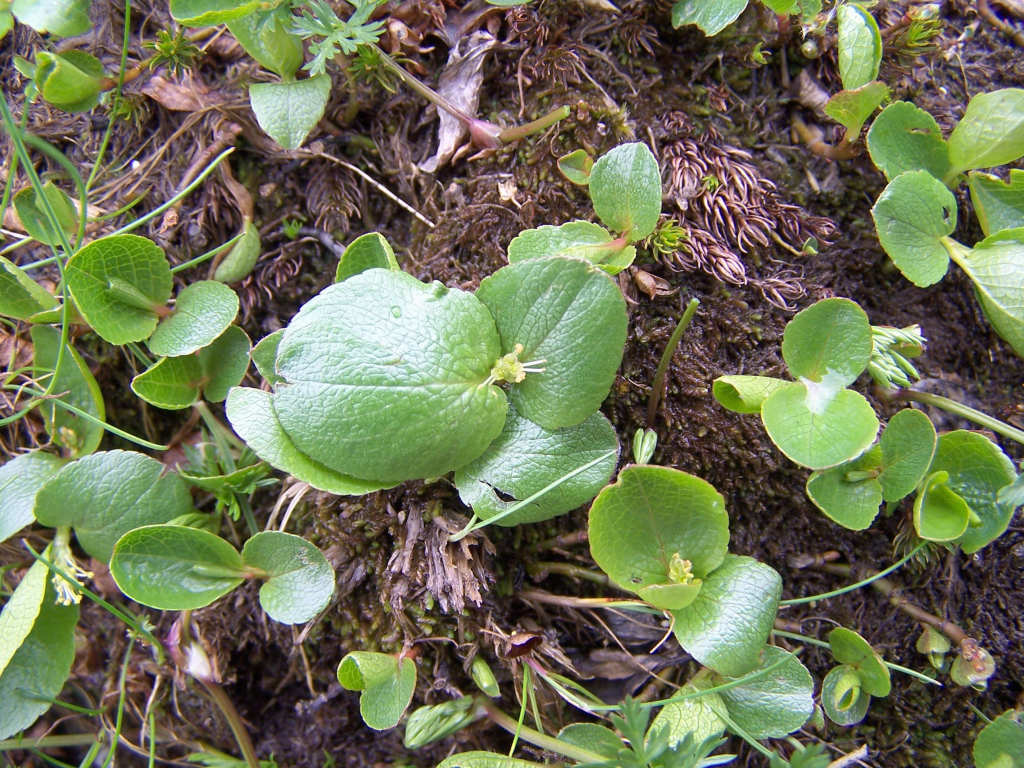
Kraut-Weide (Salix herbacea) in der Tatra

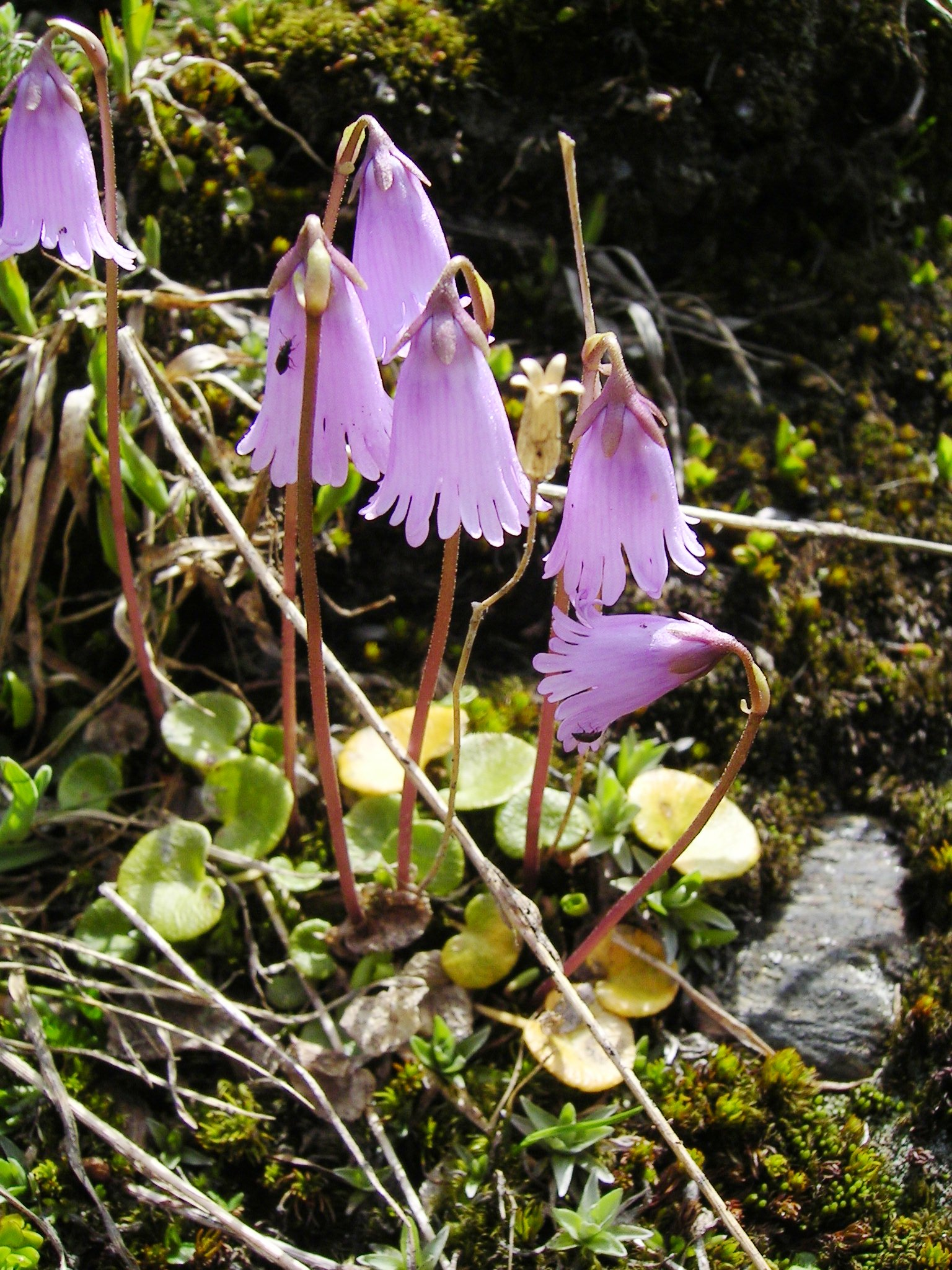
Zwerg-Soldanelle (Soldanella pusilla) in den Schweizer Alpen

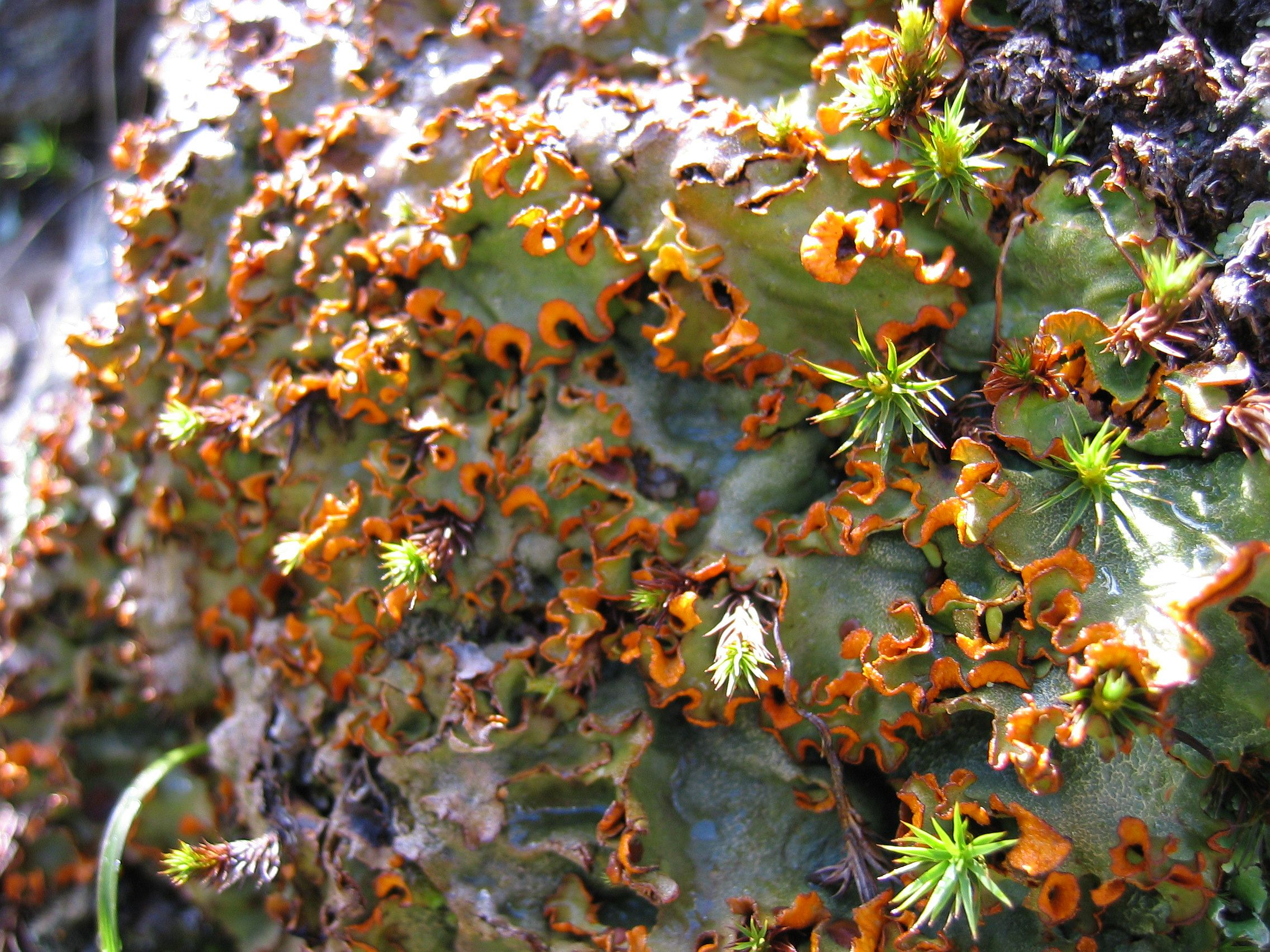
Safranflechte (Solorina crocea)

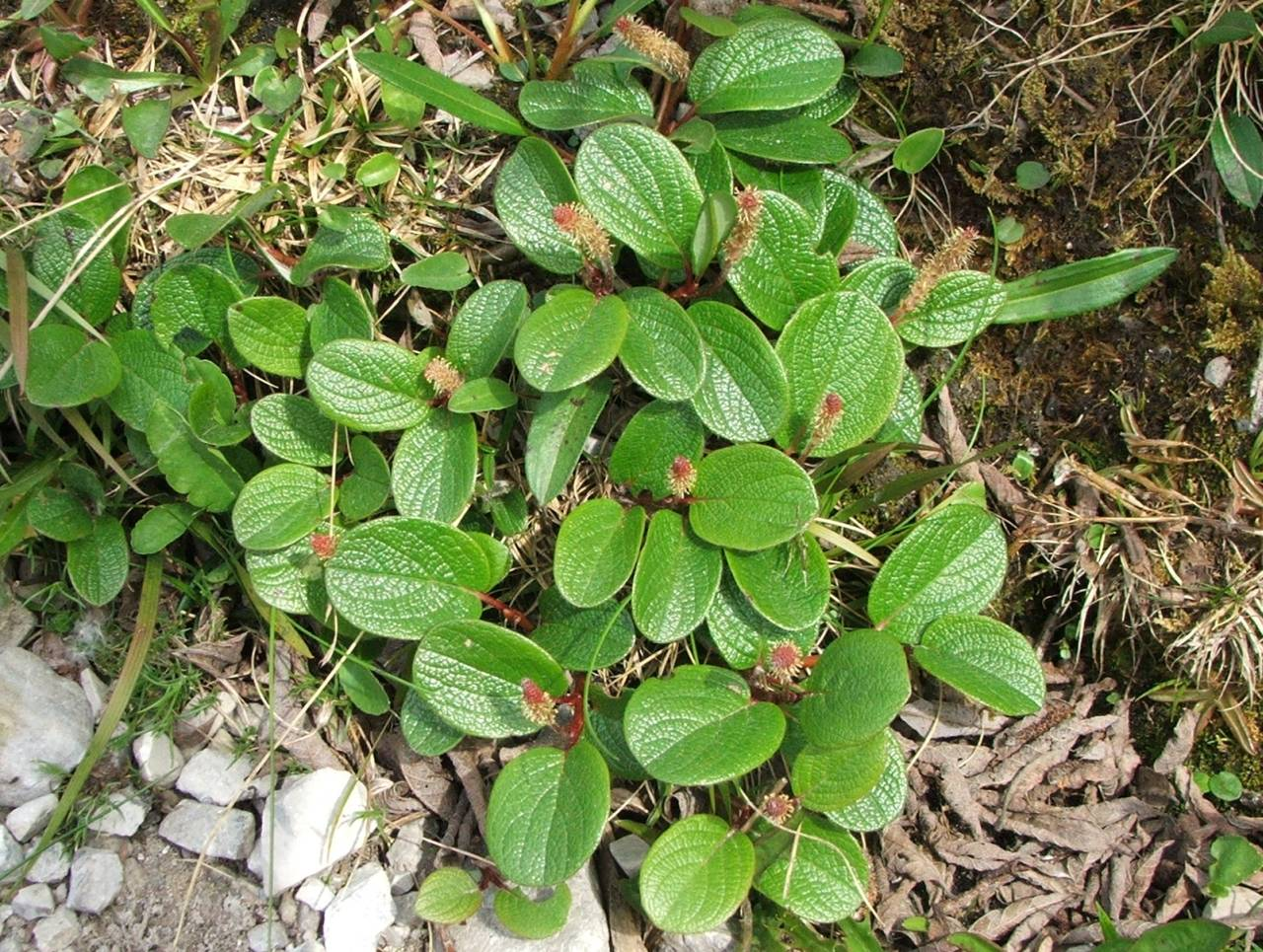
Netz-Weide (Salix reticulata) in der Tatra

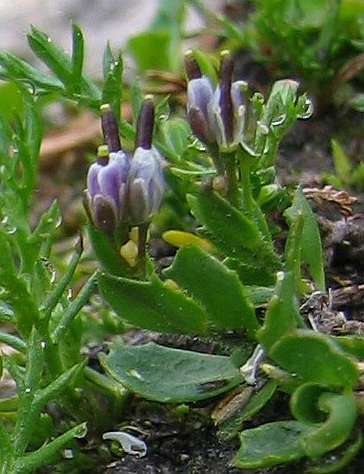
Blaue Gänsekresse (Arabis cearulea) in der Steiermark

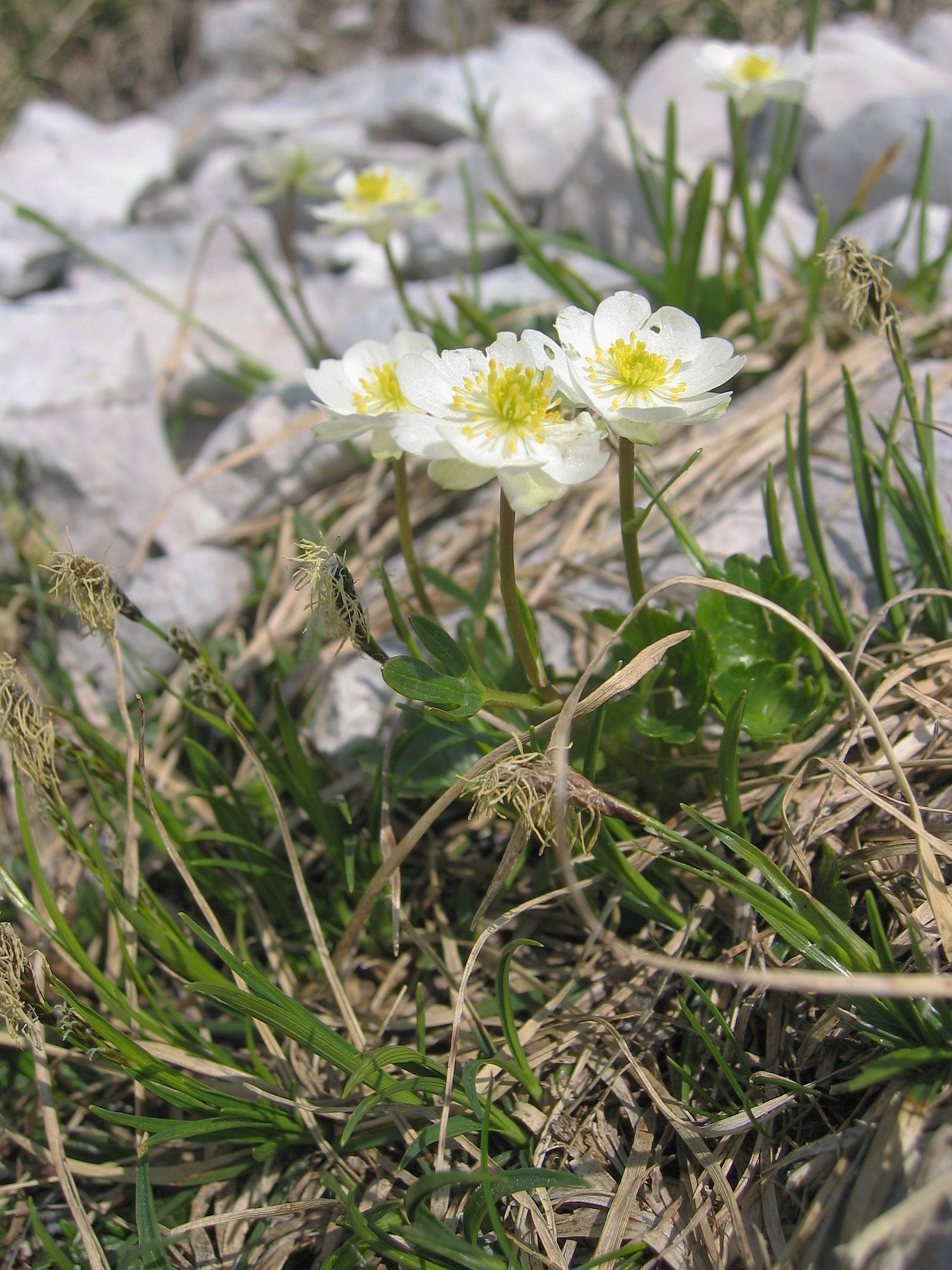
Alpen-Hahnenfuß (Ranunculus alpestris) in der Steiermark

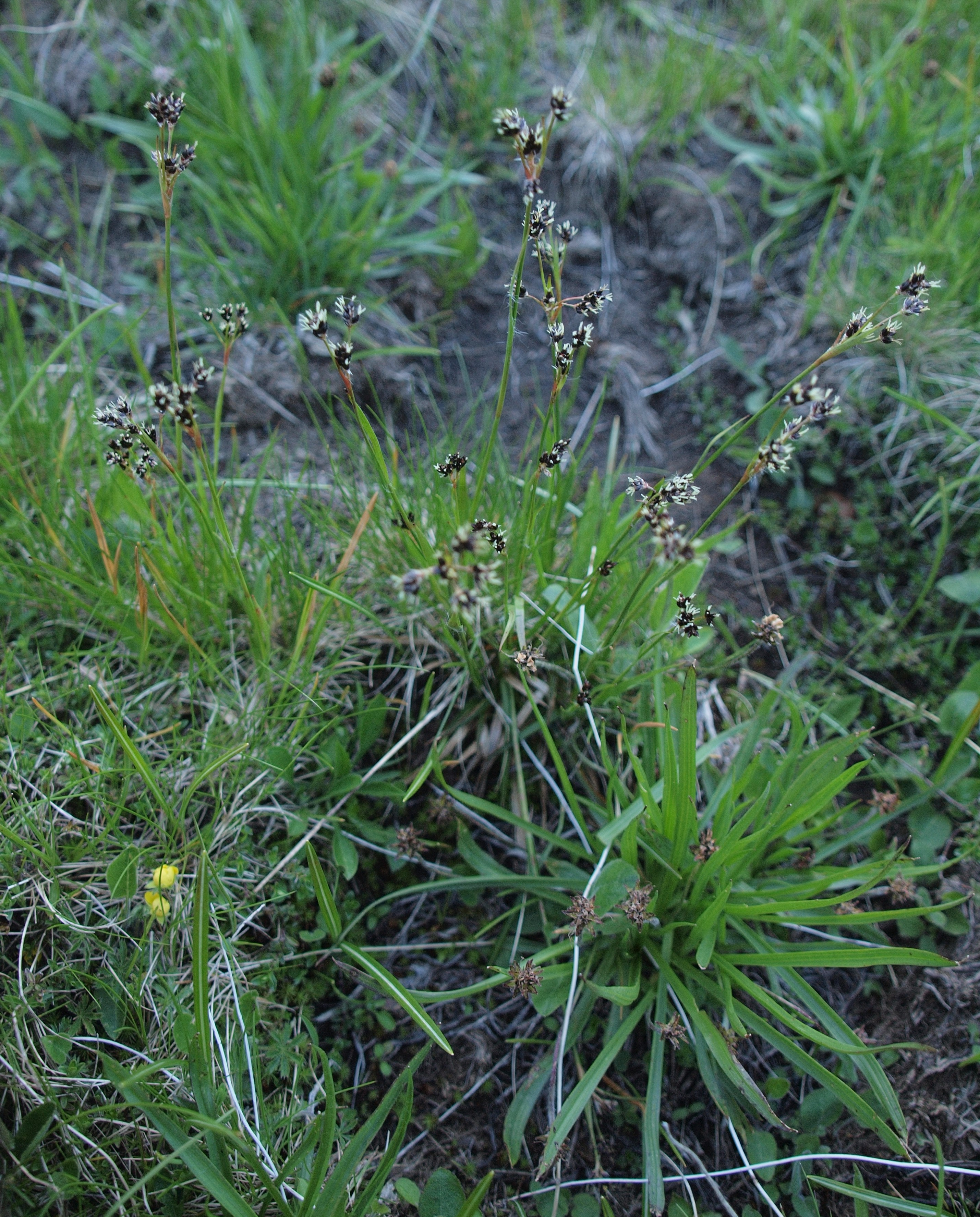
Braune Hainsimse (Luzula alpinopilosa) im Orjen-Gebirge

Schneetälchen ist ein Begriff der Geobotanik und Ökologie, der eine Pflanzengesellschaft schneereicher Lagen in ozeanisch bis subkontinentalen Hochgebirgen oberhalb der Waldgrenze bezeichnet, die je nach Kleintopographie und -relief in der Regel zwischen (1600–) 2400 und 3000 Metern NN (alpine und subnivale Höhenstufe) liegen und durch eigene Charakter- und Kennarten die pflanzensoziologischen Verbände der Schneetälchen-Vegetation (Chionophyten) bilden.

## Geobotanische Besonderheiten
Die Schneetälchen apern durch die Reliefbezüge auch im Sommer nur langsam aus, daher verkürzt sich die schneefreie Vegetationsperiode auf maximal 4 Monate. Durch die über große Teile der Wachstumsperiode andauernden Schmelzwässer werden Nährstoffe in Form von löslichen Mineralien eingebracht, die großteils von Staubverwehungen (äolischer Transport) herrühren und sich im Winter auf der Schneedecke akkumulieren. Die Pflanzengesellschaften sind eine an die extremen Bedingungen angepasste Flora und Vegetation mit der Fähigkeit, vor allem mit der kurzen schneefreien Zeit und der stets kühlen Umgebung zurechtzukommen. Allgemein sind die Standorte durch die lange Schneebedeckung und die Schmelzwässer gut durchfeuchtet, können aber bei Kalkunterlage durch die Durchlässigkeit des Karbonatgesteins im Sommer austrocknen. Neben der Unterscheidung von Schneetälchen auf Silikat- und Kalkunterlage werden die Schneetälchen in alpinen Gebirgen der temperaten und subarktischen Nordhalbkugel von den Pyrenäen bis in den Ural und von Skandinavien, der Balkanhalbinsel und dem Kaukasus durch Kriechweiden (Salix) gekennzeichnet, die in den arktischen Gebieten mit zahlreichen Gesellschaften in mehreren Verbänden durch die charakteristische silicole Kraut-Weide ihre größte Mannigfaltigkeit erreichen. Selbst die Schneetälchen in den Colorado Rocky Mountains werden noch zu dieser als eigene Ordnung zugewiesen. Erst in den Hochgebirgen Kleinasiens und Ostasiens wurden Andere Verbände ausgeschieden. Die auf Kalksubstraten angetroffenen Schneetälchen gehören durch Arten- und Endemitenreichtum oft vikariierenden Einheiten und in Europa zwei Verbänden an, während die Silikatschneetälchen keine Unterteilung haben und überall durch gleichförmige Artenkombination geprägt sind.

## Etymologie
Der Begriff Schneetälchen geht auf den Botaniker Oswald Heer zurück der den Namen aus der volkstümlichen Bezeichnung von lange schneebedeckten Mulden in seiner Heimat im Kanton Glarus übernommen hat.

## Standortverhältnisse
Allgemein versteht man unter Schneetälchen nach Thorsten Englisch "von Schmelzwasser durchtränkte, schwach geneigte, ebene oder muldenförmige Stellen, die sich vor allem an Nordhängen oder sonst schattigen Stellen oder auch auf den sandigen Feldern am Fuß der Schutthalden und auf Gletscherböden in der hochalpinen Stufe finden".
Schneetälchen sind im Silikatgebirge sowie Kalk in stark reliefierten Hochgebirgen in Mulden, Senken und ebenen bis flach geneigten Hängen bis in die mittlere Arktis weit verbreitet. Sie sind relativ feucht und kühl mit vergleichsweise geringen Temperaturschwankungen. Schneetälchen-Gesellschaften haben daher ein ozeanisches Gepräge und werden überwiegend von hygrophilen Arten aufgebaut. Die Vegetationsperioden (auch Aperzeit ohne Schneebedeckung) dauern nur wenige Wochen – ein bis maximal vier Monate im Jahr. In der kurzen Aperzeit sind die Pflanzen jedoch der vollen Einstrahlung ausgesetzt. Im Silikatgebirge ist die Bodenfeuchte durch die geringe Porosität des Untergrundes und Ansammlung von Schmelzwasser ganzjährig sehr hoch, Kalkunterlagen führen im Hochsommer dagegen zum Austrocknen. Durch die Staunässe bilden sich auf Silikat Pseudogley-Böden, die pH-Werte zwischen 4,5 und 6,5 aufweisen. Prägende Standortfaktoren sind die Dauer der Schneebedeckung, merklicher Schmelzwassereinfluss und neben der langanhaltenden Wassersättigung der Böden vielfach auch Kryoturbation und Solifluktion. Diese Standortfaktoren begünstigen Bryophyten stärker als Phanerogamen oder Flechten, die Gesellschaften sind von der südlichen und mittleren Arktis sowie Skandinavien bis Mitteleuropa und den südeuropäischen Hochgebirgen gleichförmig. Während im Norden Schneeböden landschaftsformend sind, werden diese im Süden zunehmend seltener und sind in Südeuropa nur noch kleinflächig entwickelte "Schneetälchen".
Im Kalkgebirge bilden sich Schneetälchengesellschaften häufig am Fuß von Grobschutthalden und sind daher schwerer besiedelbar. Wo zwischen den groben Steinen Feinerde eingetragen wird, fassen Pflanzen im Schutt Fuß. Da der Kalkschutt deutlich durchlässiger als der Boden über Silikatgestein ist, wird er im Sommer wesentlich trockener. Daneben bleibt der Schnee in Mulden, Hangdellen sowie Hohlformen im Glaziokarst sowie Karren länger als durchschnittlich liegen. Insbesondere ist dies am Fuß von Schutthalden der Fall. Ein Übergang von Schuttfluren zu Schneeboden-Krautfluren ist hier möglich und beide werden meist systematisch als Verband Arabidion caeruleae in der Klasse Thlaspietea rotundifolii vereint. Allgemein sind Schneeböden über Kalkgesteinen durch größere Bodenbeweglichkeit als an vergleichbaren Standorten über Silikatgesteinen gekennzeichnet, was zu höherer Standortvielfalt führt. Der Untergrund ist oft schuttreich, Schmelzwasser versickert in den Spalten rasch. Felsen- und Schutthalden herrschen im Hauptverbreitungsgebiet der Kalkschneetälchen, die denen in Silikatgebirgen fehlen.
Die pH-Werte liegen durch den Kalkgehalt hier mit 6,5 bis 7 deutlich höher. Die Kalkschneetälchen zeigen allgemein Übergänge zu Rasengesellschaften (Festuca pumila, Carex curvula), Mulden mit zusammengeschwämmter mineralischer Feinerde sind Standorte der Blaukressen-Flur, auf Grobschuttböden ist die Spalierweide Salix retusa Charakterart.

## Flora und Vegetation
Schneeböden werden von charakteristischer Vegetation der alpinen (seltener der oberen subalpinen bzw. subnivalen) Stufe geprägt. Ihr Aufbau ist einschichtig (bei reinen Moosschneeböden) oder zweischichtig. In den Alpen werden die pflanzensoziologischen Einheiten des Arabidion caeruleae und Salicion herbaceae, mit Ausstrahlungen in das Thlaspion rotundifolii, Androsacion alpinae und Drabion hoppeanae (Schuttfluren über Kalk, Silikat bzw. basenreichen Schiefergesteinen), Nardion (hier vor allem die natürlich waldfreien Borstgrasrasen der oberen subalpinen und unteren alpinen Stufe), Poion alpinae und Alchemillo-Poion supinae (Milchkrauweiden, "Faxrasen") hinzugezählt.

### Schneetälchen der Silikatböden
Die Pflanzengesellschaften (Assoziation) der Schneetälchen über Silikat gehören zur pflanzensoziologischen Klasse der Salicetea herbacea Br.-Bl. et al. 47. Es handelt sich dabei um Moos-, Zwergrasen- und Kriechstrauchgesellschaften, die sieben bis zehn Monate im Jahr schneebedeckt sind. Jahrweise apern sie auch gar nicht aus, d. h., sie werden nicht schneefrei. Wird die schneefreie Zeit zu kurz, so entwickeln sich nur noch Moose. Blütenpflanzen benötigen eine Schneefreiheit von mindestens acht Wochen.
Die Krautweidenflur (Salicetum herbacea Rübel 12) ist eine bodensaure Schneeboden-Gesellschaft insbesondere der alpinen Stufe mit durchschnittlich acht- bis neunmonatiger Schneebedeckung. Die artenarme Gesellschaft beinhaltet Pflanzen mit sehr kleinem Wuchs. Floristisch und ökologisch zeigen die Ausprägungen dieser Gesellschaft in den Alpen große Ähnlichkeit mit den Schneeboden-Gesellschaften in Nordeuropa und der Arktis. Kennart dieser Assoziation ist die Kraut-Weide (Salix herbacea). Weitere Arten sind der Alpen-Gelbling (Sibbaldia procumbens) und das Zwerg-Ruhrkraut (Gnaphalium supinum). Die Zwerg-Soldanelle (Soldanella pusilla) kommt hier als Frühjahrsaspekt rasenartig vor. Sie ist in der Lage, die letzte dünne Eisschicht zu durchwachsen, um an die Oberfläche zu gelangen. Die Braune Hainsimse (Luzula alpinopilosa) ist als schuttstauende Grasart auch in stärker geneigten Grobblockhalden verbreitet. Sie wächst in feuchten, jedoch nicht staunassen Bereichen. Mit ihr kommt häufig als einziges weiteres Gras der Violett-Schwingel (Festuca violacea) vor.
Die Hornkraut-Schneeboden-Gesellschaft (Poo supinae-Cerastium cerastioides (Söyr. 54) Oberd. 57) ist eine Gesellschaft flacher, sehr nasser Schwemmböden und Schneemulden und steht oft in Kontakt mit dem Salicetum herbaceae. Durch eingeschwemmte Feinerde und Humus erfolgt eine Nährstoffanreicherung und ein weicher, sumpfiger Boden. Kennzeichnende Art dieser Gesellschaft ist das Dreigriffelige Hornkraut (Cerastium cerastoides). Ferner wachsen hier das Alpen-Rispengras (Poa alpina) und das Läger-Rispengras (Poa supina) als Nährstoffzeiger. Die Gesellschaft kommt in den Alpen vor.
Die Widertonmoos-Gesellschaft (Polytrichetum sexangularis Frey 22) kennzeichnet eine initiale, moosreiche Schneeboden-Besiedlungsphase sehr langer, neun bis zehn Monate schneebedeckter Mulden. Kennart der fast nur aus Moos bestehenden Assoziation ist das Widertonmoos (Polytrichum sexangulare). Die Gesellschaft kommt außer in den Zentralalpen auch in den skandinavischen Gebirgen vor.
Der Lebermoos-Schneeboden (Anthelietum juratzkanae Rübel 11) besiedelt Standorte, die fast das ganze Jahr, mindestens aber 10 Monate schneebedeckt sind. Die Gesellschaft besteht meist nur aus feuchteliebenden Moosen wie Widertonmoos (Polytrichum sexangulare) und Flechten wie der Safranflechte (Solorina crocea). An Blütenpflanzen kommen die Zwerg-Soldanelle (Soldanella pusilla) und das Zwerg-Ruhrkraut (Gnaphalium supinum) vor. Auf Gletschervorfeldern bildet die Assoziation erste Pionierstadien. Die Gesellschaft findet sich in den Zentralalpen, den Karpaten, den Pyrenäen und auch in Skandinavien.

### Schneetälchen der Kalkböden

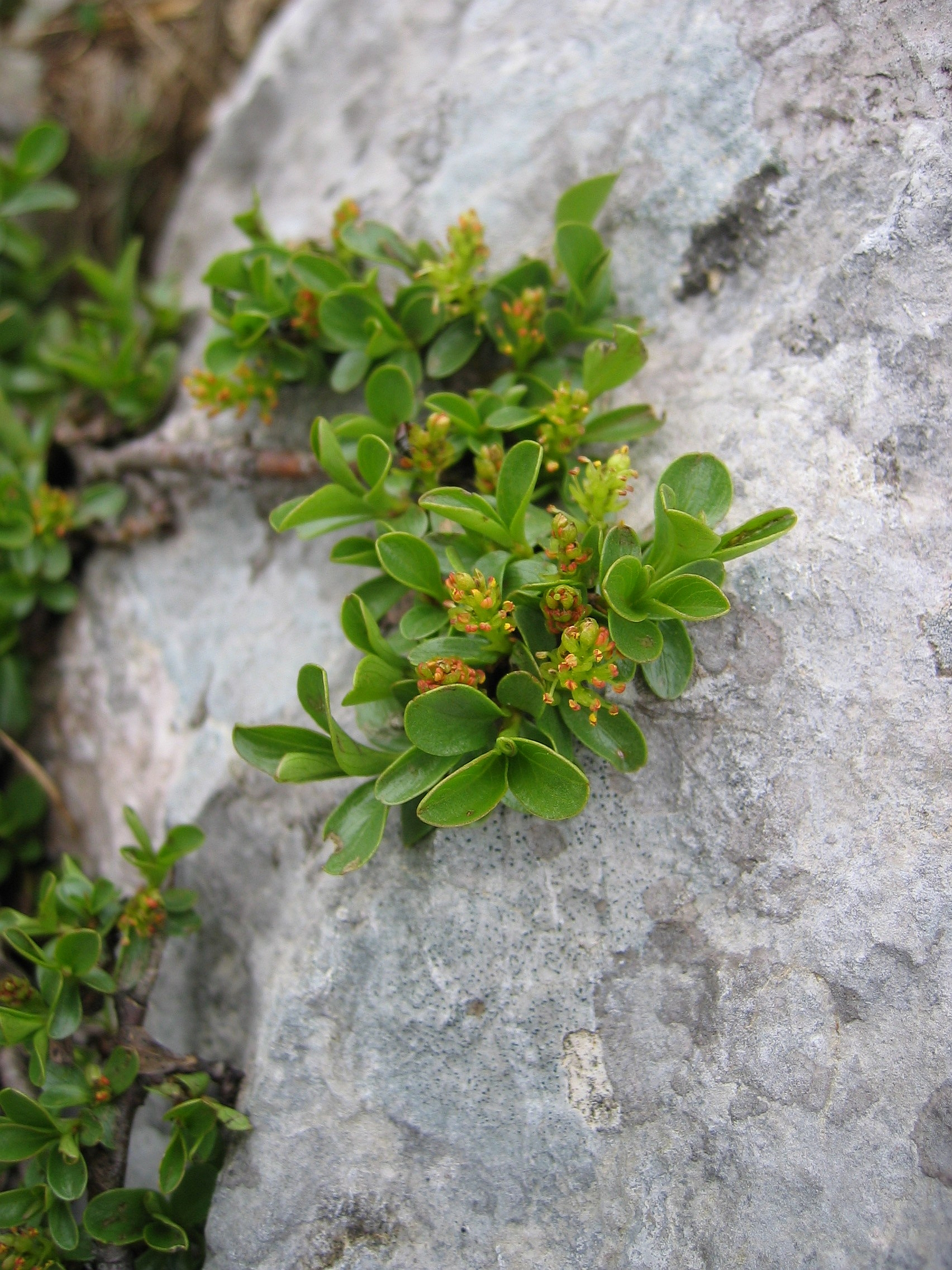
Stumpfblättrige Weide (Salix retusa) in Österreich

Anders als die Schneetälchen auf Silikat zerfallen die pflanzensoziologischen Verbände auf Kalk in regionale Einheiten. Allgemein werden Kalkschneeböden aufgrund ihrer andersartigen landschaftsökologischen Ausstattungsmerkmale und der anders gerichteten Rangordnung un Signifikanz einzelner Prozesse im Landschaftshaushalt und deren räumlicher Verbreitung ausgegliedert. Sie sind rangstufig in ihren ökosystemaren Prozessen durch Durchsickerungsregime geprägt, die durch den wasserdurchlässigen Kalkuntergrund keine Haftspeicherung von Bodenwasser über tonig-lehmige Substrate zulassen, wie sie über Böden auf silikatischen Untergrund vorkommen.

#### Kalkschneetälchen der Alpen
Charakterart der Schneetälchenflora auf Kalk ist in Mittel- und Südeuropa die Weide Salix retusa. Kalkschnetälchen sind aufgrund der Standortfaktoren weniger häufig verbreitet und in der Vergesellschaftung nicht so konstant wie die Schneetälchen über Silikat. Salix retusa gehört zudem zu den arkto-alpinen Arten mit eurasisch-montaner Verbreitung ohne in der Arktis aufzutreten.
Der Spalierweiden-Rasen (Salicetum retuso-reticulatae Br.-Bl. 26) ist eine Pioniergesellschaft, die auf Standorten mit sieben- bis achtmonatiger Schneebedeckung lebt. Sie ist eine der artenreichsten Gesellschaften. Assoziationskennart ist die Stumpfblättrige Weide (Salix retusa). Ferner wachsen hier die Netz-Weide Salix reticulata, das Kalk-Blaugras (Sesleria albicans), die Kleinblütige Segge (Carex parviflora) und zahlreiche weitere Arten.
Die Schneeampfer-Flur (Arabido-Rumicetum nivalis (Jenny-Lips 30) Oberd. 57 nom. invers.) wächst in den Alpen auf Standorten mit zehnmonatiger Schneebedeckung. Assoziationskennart ist der Schnee-Ampfer (Rumex nivalis). Ergänzt werden die Bestände vor allem durch den Alpen-Ehrenpreis (Veronica alpina), den Bayerischen Enzian (Gentiana bavarica) und den Alpen-Löwenzahn (Taraxacum alpina). Die Gesellschaft kommt in den Alpen vor und ist in der Schweiz häufiger vorhanden.
Die Gänsekresse-Flur (Arabidetum caeruleae Br.-Bl. 18) wächst in acht bis neun Monate schneebedeckten dolinenartigen Bodeneinsenkungen oder Dolinen. Assoziationskennart ist die Blaue Gänsekresse (Arabis caerulea). Ferner wachsen hier der Mannsschild-Steinbrech (Saxifraga androsacea), der Alpen-Hahnenfuß (Ranunculus alpestris) und die Schwarzrandige Schafgarbe (Achillea atrata). Die Gesellschaft kommt in den Alpen mit einem Schwerpunkt in den Schweizer Alpen vor.

#### Kalkschneetälchen der Dinariden und Südosteuropas

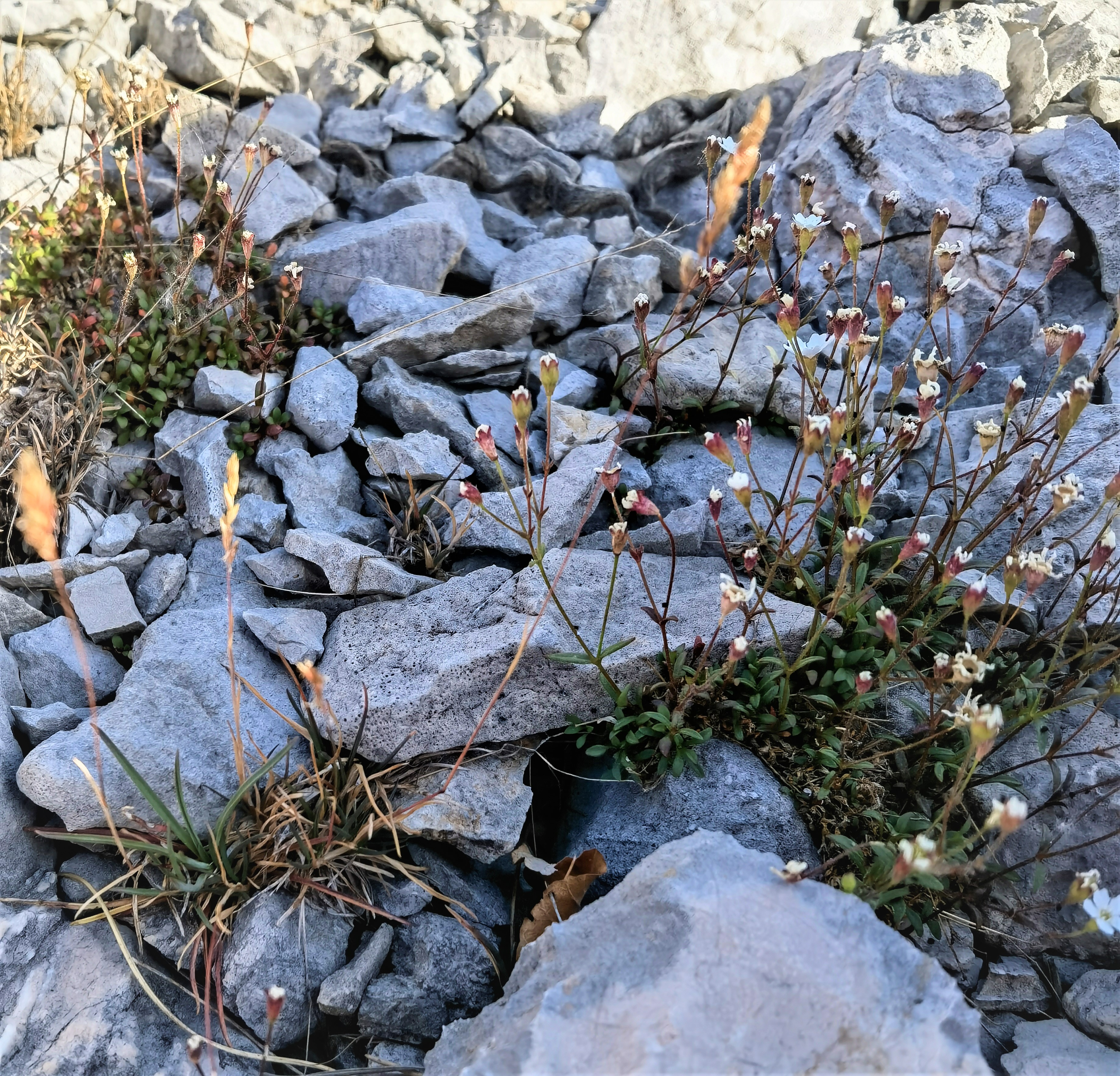
Schneetälchen-Vegetation über Kalk mit dem Rispengras Poa ursina Velen. und dem Kleinen Strahlensamen in einem periglazialen Schuttstandort aus dem Schneetälchen Opuvani do im Orjen

Auch in Südosteuropa ist die Stumpfblättrige Weide Charakterart der Schneetälchen über Karbonatböden. Hierfür wurde der Verband Salicion retusae ausgeschieden. Ursprünglich wurden darin in zwei Assoziationen ausgeschieden:
- Soldanello-Salicetum retusae Horvat 33 (= Salix retusa-Carex nigra-Ass.) auf grobblockigen Halden, die an Kalkfelsen ansetzen (u. a. in der Čvrsnica, Bjelašnica, Vranica und Durmitor)
- Saxifrago sepervivi-Salicetum reticulatae (Horvat 1936) Mucina et al. 1990 (Basionym Salicetum retusae-reticulatae macedonicum Horvat 36) aus Makedonien (Jakupica und Šar Planina). Gemeinsam sind den Assoziation unter anderem: Soldanella alpina; Anemona baldensis, Carex nigra, Ranunculus montanus, Polygonum viviparum, Carex kitaibelliana u. a.[14]

Dazu kommen dann noch folgende Assoziationen:
- Saxifragetum prenjae Horvat
- Saxifrago-Rumicetum nivalis Horvat 1936
- Geo-Oxyrietum digynae Horvat 1936
- Bartsio-Salicetum reticulatae Mucina et al. 1990 (im Bulgarischen Pirin)
- Dryado-Salicetum reticulatae Beldie 1967 (aus den Rumänischen Karpaten)
- Anemono-Salicetum retusae Horvat 1953
- Salicetum retuso-kitaibelianae Lakušić 1970
- Gentiano-Plantaginetum atratae Mucina et al. 1990 (aus dem Bulgarischen Pirin)
- Trifolio-Plantaginetum angustifoliae Lakušić 1966

Eine Assoziation in subalpinen Lagen und ausschließlich tiefen Depressionen der Karstplateaus Sloweniens ist:
- Drepanoclado uncinati-Heliospermetum pusilli Surina & Vreš (Snežnik und Trnovski gozd)

Letzte Assoziation ist nur für tiefe Glaziokarst-Depressionen beschrieben, die durch starke Temperaturinversion und kühlfeuchtes, regenreiches Klima geprägt sind. Das Laubmoos Sanionia uncinata und der Kleine Strahlensame (Helisperma pusillum) sowie die Stumpfblättrige Weide sind die Charakterarten der auf gefestigten periglazialen Blockhalden stockenden Assoziation. Als weitere Begleitarten treten Viola biflora, Carex capillaris, Chrysosplenium alternifolium, Carex atrata, Polygonum viviparum, Poa ursina (syn. Poa media) und Festuca nitida auf, während unter den Moosen Oncophorus virens, Campylium stellatum, Polytrichum alpinum, Pohlia elongata subsp. elongata und Orthothecium rufescens am häufigsten sind. Da die Assoziation unterhalb der Waldgrenze extrazonal siedelt, kann eine Strauchschicht mit Fichte, Bewimperter Alpenrose und Großblättriger Weide vorkommen, kann aber wegen der extremen Klimabedingungen auch gänzlich ausfallen.

#### Taurus-Gebirge
Schneetälchen des südlichen Griechenlands sowie der Mediterranen Hochgebirge Kleinasiens werden nicht mehr durch Kriechweiden (Salix herbacea, Salix reticulata, Salix retusa, Salix serpyllifolia) repräsentiert. Schneetälchen sind hier nur noch auf den Grund von Depressionen oder nordseitige, beschattete Hänge mit langer Schneebedeckung, sowie in unmittelbarer Umgebung von Schmelzwasserkanälen gebunden. Im südlichen Griechenland und der Türkei werden die Chionophyten durch spezielle Rasenverbände gebildet (u. a. mit Allopecurus gerardii und Crocus sieberi). Die kurzwachsenden Rasen sind dicht geschlossen und im Sommer von langer Trockenheit geprägt. Alle diese Rasen werden zu einem zurzeit noch unscharf umrissenen Verband Trifolio-Polygonetalia und deren regional unterteilten Assoziationen gestellt. Die Böden sind allgemein Schmelzwasser beeinflusst und liegen entweder innerhalb von Schmelzwasser-Kanälen oder am Grunde von Nivationsnischen in größeren Depressionen des Glaziokarstes.
Die Kalkschneetälchen im östlichen Mittelmeerraum wurden insbesondere für den Taurus untersucht. Es sind Schneetälchen und Schmelzwassergesellschaften die im Westlichen und Mittleren Taurus-Gebirge hochalpin und subnival den Schuttgesellschaften nahe stehen in tieferen Lagen zur Ordnung Trifolio-Polygonion vermitteln. Im Westlichen Taurus und den angrenzenden Pisidischen und Isaurischen Taurus tritt demgegenüber ein eigener Verband auf:
- Thlaspion papillosi innerhalb der Trifolio-Polygonetalia.

Grundsätzlich ist den Schneetälchen des Taurus ein großer Anteil an auffällig blühenden Zwiebelmonokotylen zu eigen unter denen Muscari bourgaei, Ornithogalum brevidepicellatum, Fritillaria pinardii, Scilla pleiophylla. Thlaspi papillosum wurde als namensgebende Art des Verbandes Thlaspion papillosi gewählt. Floristisch ist der Wechsel zwischen den Frühlings- und Frühsommer blühenden Geophyten und den Chamaephyten und Hemikryptophyten der sommerblühenden Rasenarten auffällig.

## Ökologie
Die Schneetälchenvegetation zeichnet sich durch eine Reihe von Arten mit ökophysiologischen Anpassungen an diesen Standort aus. Sie benötigen ein mehr oder weniger gleichmäßiges Mikroklima. Sie zeigen eine geringe Kälte- und Hitzetoleranz und assimilieren (Photosynthese) bereits bei niedrigen Temperaturen. Die meisten mehrjährigen Arten überwintern mit grünen Blättern und vermehren sich vegetativ durch Kriechsprosse.

## Schutz und Gefährdung
Der Tourismus ist eine der stärksten Gefährdungen für die Berglandschaften. Die Gebirgsregionen werden von Wanderern, Mountain-Bikern, Bergsteigern und Skiläufern im Sommer- wie auch im Winterhalbjahr genutzt. Eine direkte Gefährdung geht vor allem von den damit verbundenen baulichen Maßnahmen aus. Durch wegebauliche Erschließungen wie Rast- und Parkplätze, Skilifte und Bergbahnstationen, die zudem Bodenentwässerungs-, Verdichtungs- und/oder Versiegelungsmaßnahmen mit sich bringen, werden den Arten der Schneeboden-Gesellschaften wertvolle Biotopflächen entzogen beziehungsweise der Gesamtbestand nachhaltig geschädigt.
In der Bundesrepublik Deutschland sind Schneetälchen nach § 30 des Bundesnaturschutzgesetzes (BNatSchG) gesetzlich geschützte Biotope.